# Propriété d'Ilija Milošević à Vrbica
La propriété d'Ilija Milošević à Vrbica (en serbe cyrillique : Окућница Илије Милошевића у Врбици ; en serbe latin : Okućnica Ilije Miloševića u Vrbici) se trouve à Vrbica, dans la municipalité d'Aranđelovac et dans le district de Šumadija, en Serbie. Elle est inscrite sur la liste des monuments culturels protégés de la République de Serbie (identifiant no SK 1071).

## Présentation
La propriété d'Ilija Milošević se trouve à l'entrée d'Aranđelovac, sur le côté droit de la route de Topola. Elle remonte au XIXe siècle. Construite autour d'une vaste cour, elle conserve sept bâtiments d'origine : la vieille maison, la nouvelle maison, un vajat, une laiterie, un entrepôt, un séchoir à céréales (en serbe : koš) et un puits.

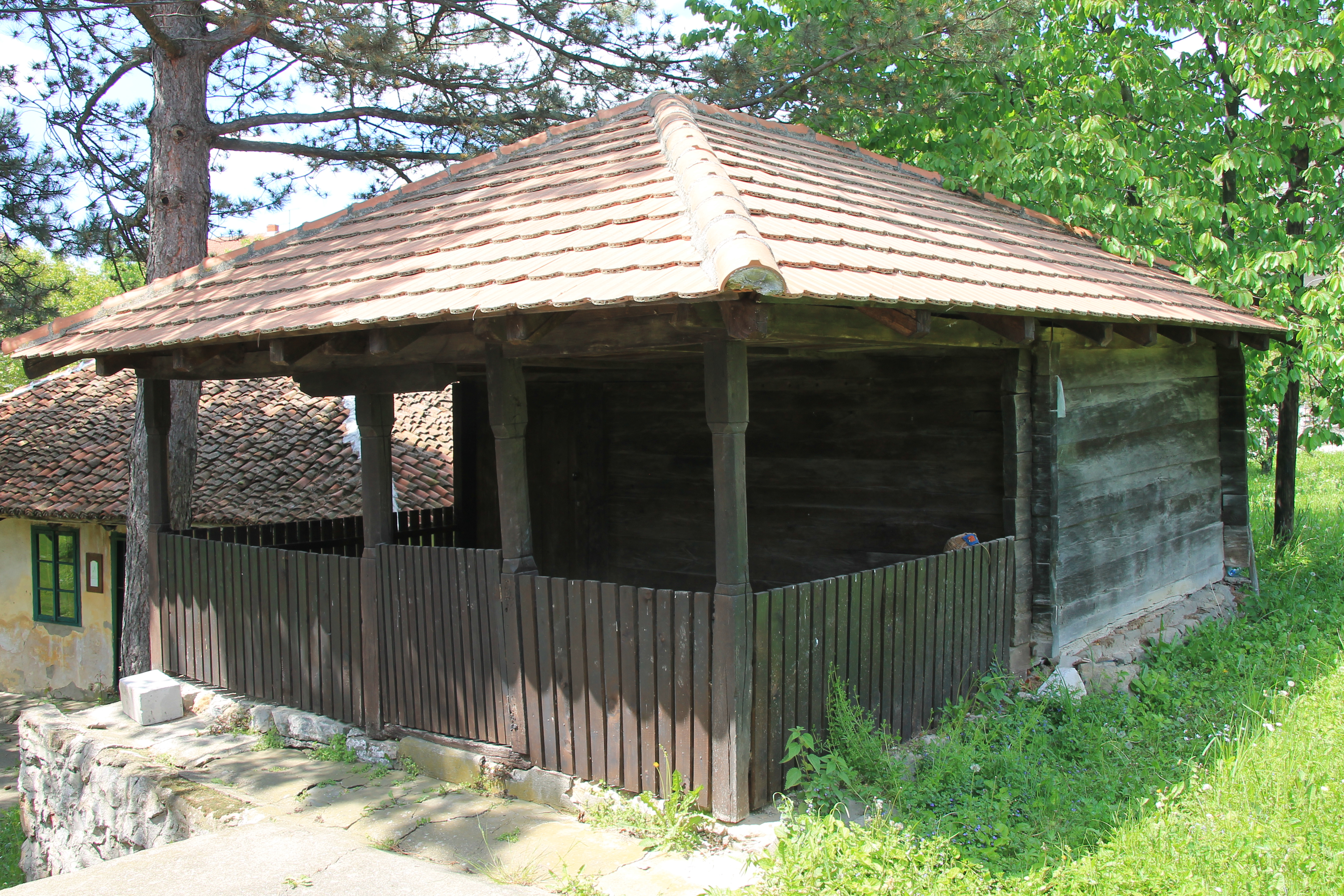
Le vajat.

La vieille maison est le lieu central de la famille. Elle est construite sur un terrain plat avec des fondations en pierres peu profondes. Les murs sont en pierres et en mortier de chaux. Le toit, en pente douce, est à quatre pans et est recouvert de tuiles. L'intérieur est subdivisé en trois espaces : la « maison » proprement dite (en serbe : kuća) avec un foyer construit plus pard, une pièce et un espace auxiliaire.
Le vajat, situé entre la vieille maison et la nouvelle maison, possède de hautes fondations du côté de la vieille maison, là où le terrain est en forte pente. Il est constitué de rondins de chêne massifs qui s'emboîtent aux extrémités. Du côté de l'entrée se trouve un porche-galerie spacieux porté par deux piliers en chêne décorés. Le toit à quatre pans et en pente douce est recouvert de tuiles.

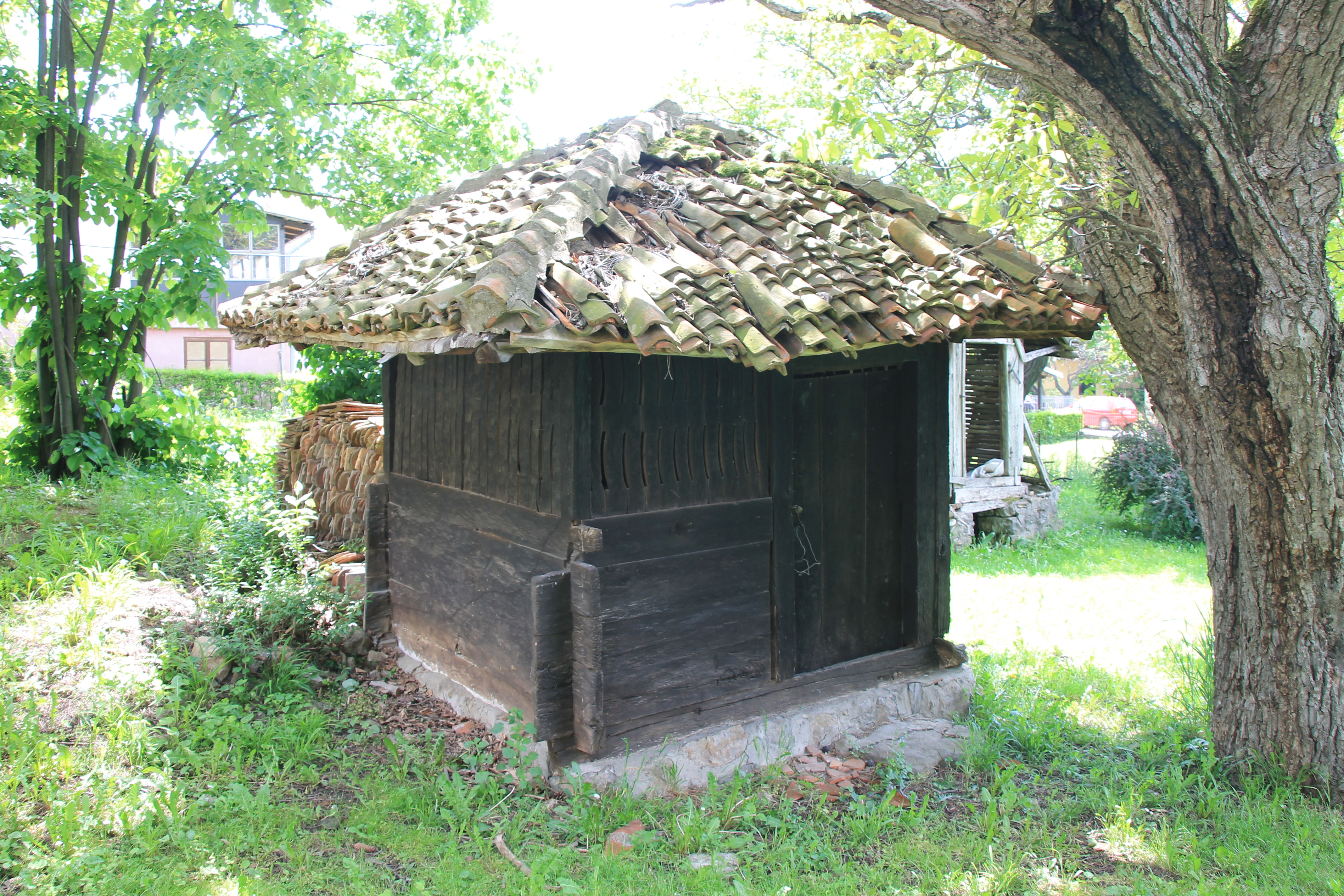
La laiterie.

La laiterie (en serbe : mlekar) repose sur des fondations peu profondes en pierres concassées. De plan carré, elle est construite en bois. Jusqu'à mi-hauteur, les rondins sont disposés horizontalement ; dans la partie supérieure, des planches en bois sont découpées pour permettre la ventilation. Le toit à quatre pans est recouvert de tuiles.
Le séchoir à céréales possède de hautes fondations en pierres. Le bâtiment entier est fait de poutres, de piliers et de maçonnerie. Le toit à deux pans est recouvert de tuiles.

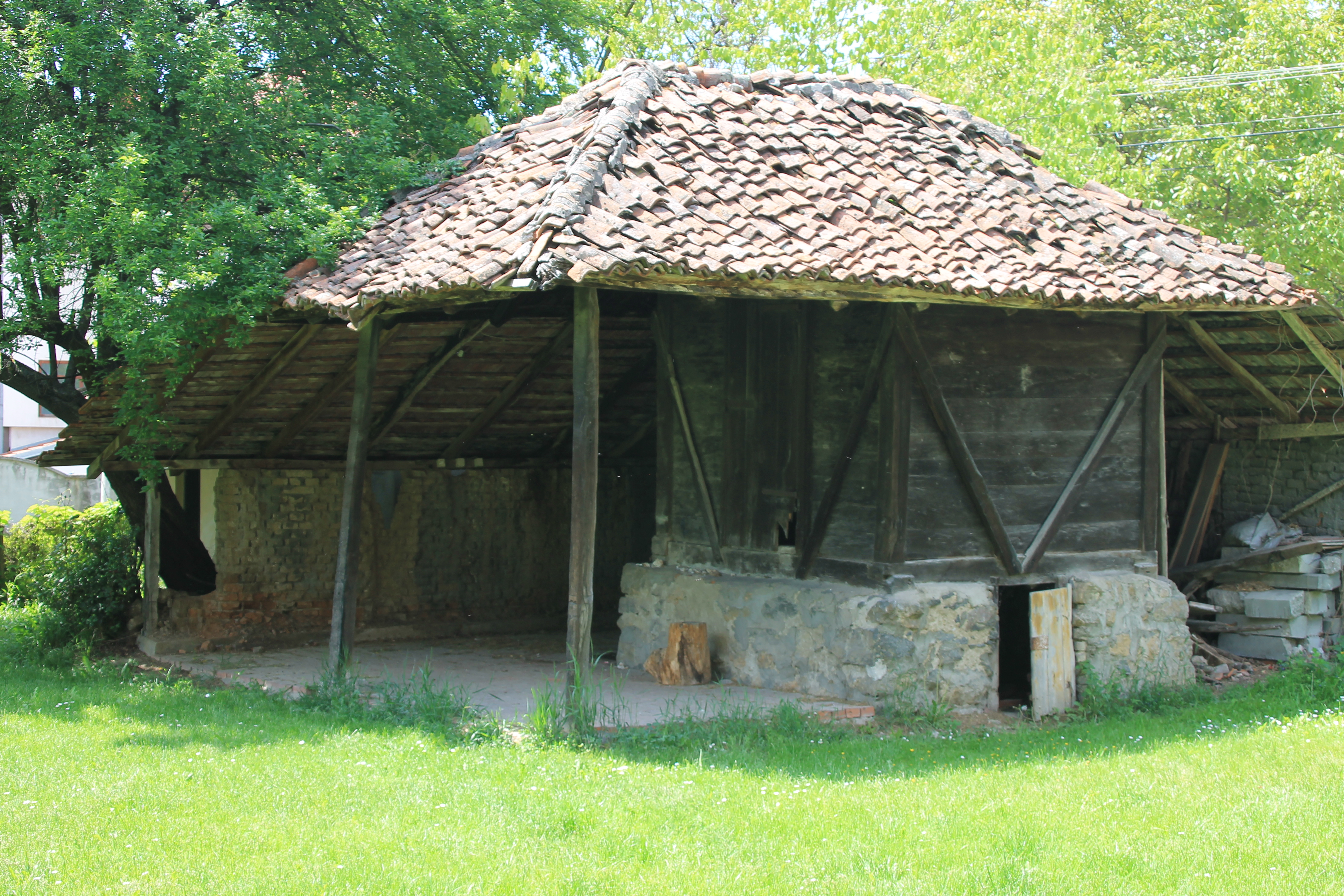
La magaza.

L'entrepôt (en serbe : magaza), situé sur un terrain plat, se trouve à l'écart des autres bâtiments. De plan rectangulaire, il est construit sur de hautes fondations en pierres concassées. Les murs, en bois, sont constitués de poutres et de piliers. Du côté de l'entrée, un porche-galerie est porté par deux piliers en chêne. Le toit à quatre pans est recouvert de tuiles.
La « nouvelle maison » a été construite en 1917. Elle est constituée de briques enduites de plâtre peint. Située sur un terrain en pente, elle repose sur de hautes fondations en pierres qui ont permis de construire un sous-sol. Au-dessus du sous-sol se trouvent un hall d'entrée et deux pièces. Le toit à quatre pans est recouvert de tuiles.

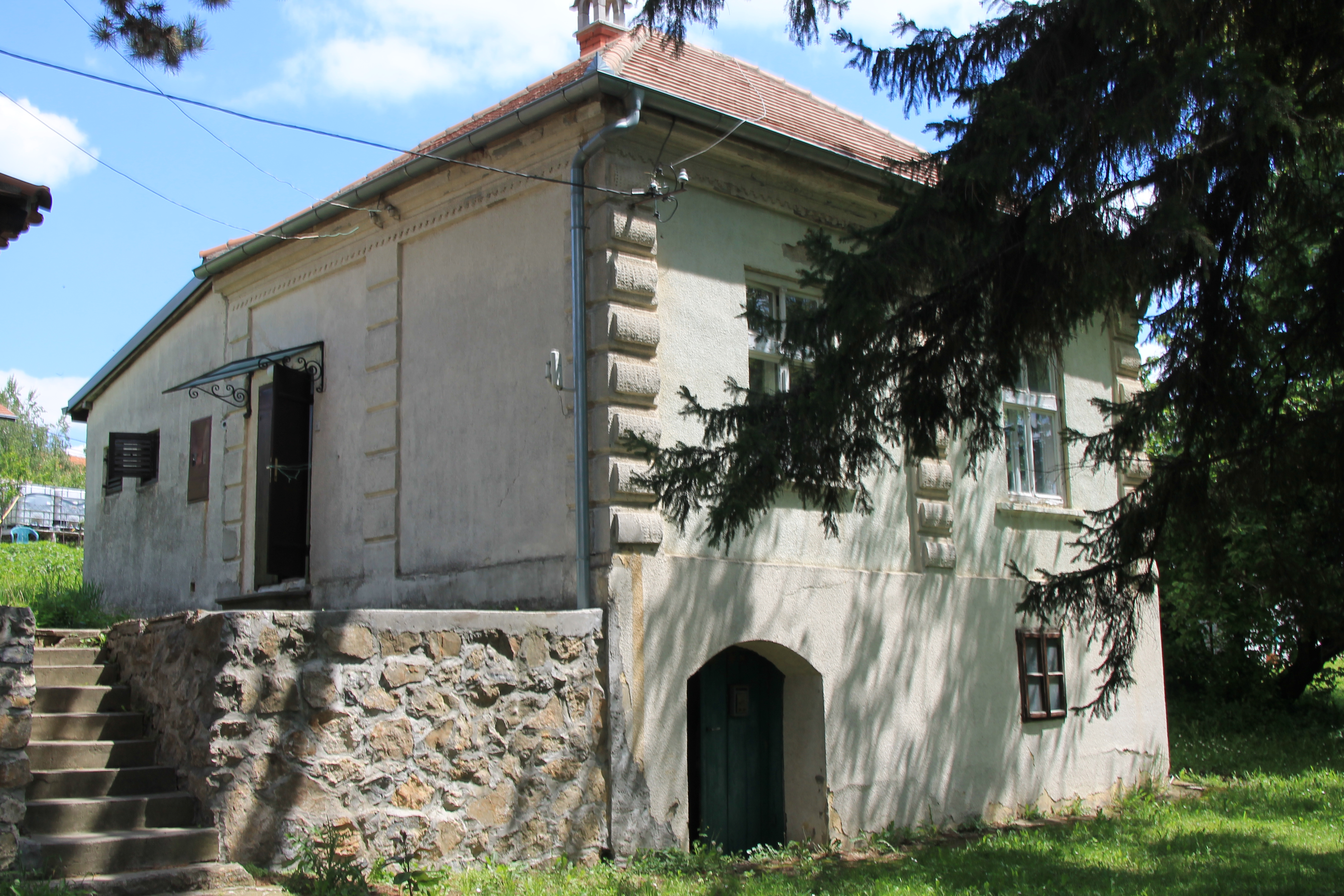
La nouvelle maison.